# Kolin (keresztnév)
A Kolin angol eredetű férfiutónév, a Nicholas önállósült becéző alakváltozata; a gall Cailean alakja, jelentése kölyökkutya, kölyökoroszlán.

## Gyakorisága
A 2000-es években nem szerepel a 100 leggyakrabban választott férfinevek között.